# Gloria Alcahud
Gloria Alcahud (Valladolid; 2 de diciembre de 1931-León; 5 de abril de 2024) fue una pintora española.

## Biografía
Hija del harinero Anastasio Navarro. Su familia estaba asentada en León, y es allí donde en 1938 inicia sus estudios de dibujo y pintura con Demetrio Monteserin. En la década de 1950 viaja a Madrid y estudia de manera libre en el Círculo de Bellas Artes, al mismo tiempo que asiste, durante diez años, al estudio privado de Eduardo Peña. Allí se muda a su primer estudio junto a Amalia Avía y Esperanza Parada.
Su primera exposición individual fue en 1964, a su regreso a España, patrocinada por el Ateneo de Madrid, como parte de la Campaña Cultural de festivales de España. Luego viajó a Roma en 1965. Siguió exponiendo tanto individual como en colectivas; en 1965 en la Galería Grin-Gho de Madrid, en 1966 en la Sala del Ayuntamiento de San Sebastián y Galería Pasarela de Sevilla. En 1968 expuso en 1968 en la Galería Neblí de Madrid, donde ganó el premio que otorga la Galería a la mejor exposición del año. En 1969 gana el premio Banco Industrial de León.
En 1969 se mudó a París, allí trabajó y estudió durante un año, de manera libre, en la Escuela de Bellas Artes, solo asistiendo a las clases que eran de su interés. En 1970 viajó a Ámsterdam, gracias a una beca de la Fundación Juan March, y se radicó durante un año. Allí realizó una exposición en la Galería Jurka.
A su regreso a España en 1971 continuó con las exposiciones. Ese año una de sus obras fue adquirida por el Museo de Arte Contemporáneo de Madrid. Se retiró a la localidad leonesa de Villaquejida, donde acondicionó un amplio estudio en la harinera familiar. Realizó pinturas en grandes formatos —el más habitual, de cuatro metros por cuatro metros—, muchos de ellos de dominante azul, que constituyen sus mejores obras.
Fallece el 5 de abril de 2024, a la edad de 92 años, en la ciudad española de León.

## Premios y reconocimientos
- 1968: Premio Neblí.
- 1987: Primer premio Bacardí.
- 1987: Premio Banco Industrial de León.